# Coppa di Francia 2002 (ciclismo)
La Coppa di Francia di ciclismo 2002, undicesima edizione della competizione, si svolse dal 23 febbraio al 3 ottobre 2002, in 15 eventi tutti facenti parte del circuito UCI. Fu vinta dal francese Franck Bouyer della Bonjour, mentre il miglior team fu Bonjour.

## Calendario
| Corsa | Data         | Evento                                  | Vincitore          | Squadra            | Leader della classifica |
| ----- | ------------ | --------------------------------------- | ------------------ | ------------------ | ----------------------- |
| 1     | 23 febbraio  | Tour du Haut-Var (2002)                 | Laurent Jalabert   | CSC-Tiscali        | Laurent Jalabert        |
| 2     | 24 febbraio  | Classic Haribo (2002)                   | Jaan Kirsipuu      | AG2R Prévoyance    | Jaan Kirsipuu           |
| 3     | 24 marzo     | Cholet-Pays de Loire (2002)             | Jimmy Casper       | Française des Jeux | Jimmy Casper            |
| 4     | 2 aprile     | Parigi-Camembert (2002)                 | Marcus Ljungqvist  | Team Fakta         | Jimmy Casper            |
| 5     | 5 aprile     | Route Adélie (2002)                     | Marcus Ljungqvist  | Team Fakta         | Jimmy Casper            |
| 6     | 7 aprile     | Grand Prix de la Ville de Rennes (2002) | Kirk O'Bee         | Navigators         | Jimmy Casper            |
| 7     | 25 aprile    | Grand Prix de Denain (2002)             | Alberto Vinale     | Alessio            | Jimmy Casper            |
| 8     | 28 aprile    | Tour de Vendée (2002)                   | Franck Bouyer      | Bonjour            | Franck Bouyer           |
| 9     | 1º maggio    | Trophée des Grimpeurs (2002)            | Sylvain Chavanel   | Bonjour            | Franck Bouyer           |
| 10    | 20 maggio    | Grand Prix de Villers-Cotterêts (2002)  | Laurent Lefèvre    | Jean Delatour      | Franck Bouyer           |
| 11    | 1º giugno    | À travers le Morbihan (2002)            | Laurent Lefèvre    | Jean Delatour      | Franck Bouyer           |
| 12    | 8 giugno     | Classique des Alpes (2002)              | Santiago Botero    | Kelme-Costa Blanca | Franck Bouyer           |
| 13    | 1º settembre | Boucles de l'Aulne (2002)               | Christopher Jenner | Crédit Agricole    | Franck Bouyer           |
| 14    | 22 settembre | Grand Prix d'Isbergues (2002)           | Cédric Vasseur     | Cofidis            | Franck Bouyer           |
| 15    | 3 ottobre    | Parigi-Bourges (2002)                   | Allan Johansen     | Team Fakta         | Franck Bouyer           |